# A. Wajter
A. Wajter, właśc. Ajzik Meir Deweniszski (ur. 1878 w Bieniakonach koło Wilna, zm. 21 kwietnia 1919 w Wilnie) – żydowski pisarz, dramaturg, publicysta oraz działacz robotniczej partii żydowskiej Bund.
Otrzymał staranne wykształcenie religijne. Już w młodości wykazywał duże zainteresowanie ruchem rewolucyjnym. Związany z Bundem był wielokrotnie aresztowany przez władze carskie, a także dwukrotnie zesłany na Sybir. W 1898 był redaktorem pierwszego numeru bundowskiego organu prasowego Der Weker i autorem proklamacji napisanej dla tej partii. Jeden z współredaktorów tygodnika Morgenstern.
Zginął w trakcie pogromu antyżydowskiego w Wilnie w kwietniu 1919., kiedy to legioniści z 2 Dywizji Piechoty Legionów gen. Edwarda Śmigłego-Rydza po zajęciu miasta zdewastowali cmentarze żydowskie i zaatakowali dzielnicę żydowską. W wyniku zamieszek został zamordowany między innymi A. Wajter. Jego ciało przez dwa dni leżało w rynsztoku, aż do zakończenia pogromu. Śmierć A. Wajtera odbiła się szerokim echem w środowisku żydowskim.
W 1920 staraniem Zalmana Rajzena i Samuela Nigera ukazała się księga pamiątkowa poświęcona zmarłemu pisarzowi pt. A. Wajter – Buch.

## Publikacje
- Dos 48-ter yohr in Frankraykh (Wilno, 1907)
- Fartog (j. pol. Świt) (Wilno, 1907)
- In fajer (j.pol. W ogniu) (Wilno, 1910)
- Der sztumer (j.pol. Niemowa) (Wilno, 1912)